# Bañuelos de Bureba
Bañuelos de Bureba è un comune spagnolo di 35 abitanti situato nella comunità autonoma di Castiglia e León.